# Isabelle Gerig
Isabelle Gerig (* 5. Dezember 1998) ist ein Schweizer Unihockeyspielerin. Sie steht beim Svenska Superligan Verein Endre IF unter Vertrag.

## Karriere

### Verein
Gerig begann ihrer Karriere im Alter von sechs beim UHC Astros Rotkreuz. Im Alter von nur 13 Jahren wechselte sie zu Zug United in die U21. Bei Zug United traute man der jungen Offensivspielerin allerdings den Sprung in die erste Mannschaft nicht zu. Sie wurden vom Partnerverein UHC Zugerland mehrmals in der Nationalliga B eingesetzt. Die Offensivspielerin zeigte dort in ihrer ersten Saison starke Leistungen und zog das Interesse zahlreicher Grossklubs auf sich.
Am Ende der Saison verkündete der UHC Dietlikon den Transfer der erst 17-jährigen Spielerin. Die wendige Stürmerin wurde gleich in ihrer ersten Saison von Sascha Rhyner in der ersten Linie zusammen mit den beiden Welt- und Vizeweltmeisterinnen Linn Lundström und Laura Metsalmi eingesetzt. In der Offensive spielt sie an der Seite von Petra Weiss und Michelle Wiki. Bereits in ihrer ersten Saisons konnte sie in 25 Spielen 25 Scorerpunkte sammeln. In ihren ersten beiden Saison konnte sie mit dem UHCD jeweils den Schweizer Cup gewinnen. In der Meisterschaft 2015/16 unterlagen sie Piranha Chur.
Zwei Tage nach dem Gewinn des Cupfinal 2017 verkündete der Verein, dass der Vertrag der Offensivspielerin um ein weiteres Jahr bis Ende Saison 2017/18 verlängert wurde. Damit wird sie somit ihre dritte Saison mit den Dietlikerinnen bestreiten. Der neue Kontrakt der jungen Schweizerin enthält eine Ausstiegsklausel für die SSL, sodass sie nach einem möglichen Wechsel nach Schweden wieder zurück zu Dietlikon zurückkehren wird.
Im Frühjahr 2021 wechselte Gerig in die SSL zum Endre IF.

### Nationalmannschaft
2014 nahm die gebürtige Rotkreuzerin zum ersten Mal an einem internationalen Turnier teil. Sie bestritt mit der U19-Nationalmannschaft die Euro Floorball Tour sowie ein Vorbereitungsturnier. Im gleichen Jahr nahm sie erstmals an einer Weltmeisterschaft teil. Dabei erzielte sie acht Tore und drei Vorlagen. In den kommenden Jahren konnte sie ihre Stärken im Offensivspiel weiter unter Beweis stellen. An der U19-Weltmeisterschaft 2016 nahm sie erneut teil und schloss mit der Schweiz auf dem dritten Schlussrang ab.
2016 gab Gerig dann ihr Debüt für die Schweizer A-Nationalmannschaft. Bei der Qualifikation für die Weltmeisterschaft in Celano erzielte sie in vier Partien fünf Treffer und sicherte der Schweiz somit die Qualifikation für die Weltmeisterschaft in Bratislava.

## Erfolge
- Schweizer Cup: 2016, 2017, 2019
- Schweizer Meister: 2017